# Daniel García Diego

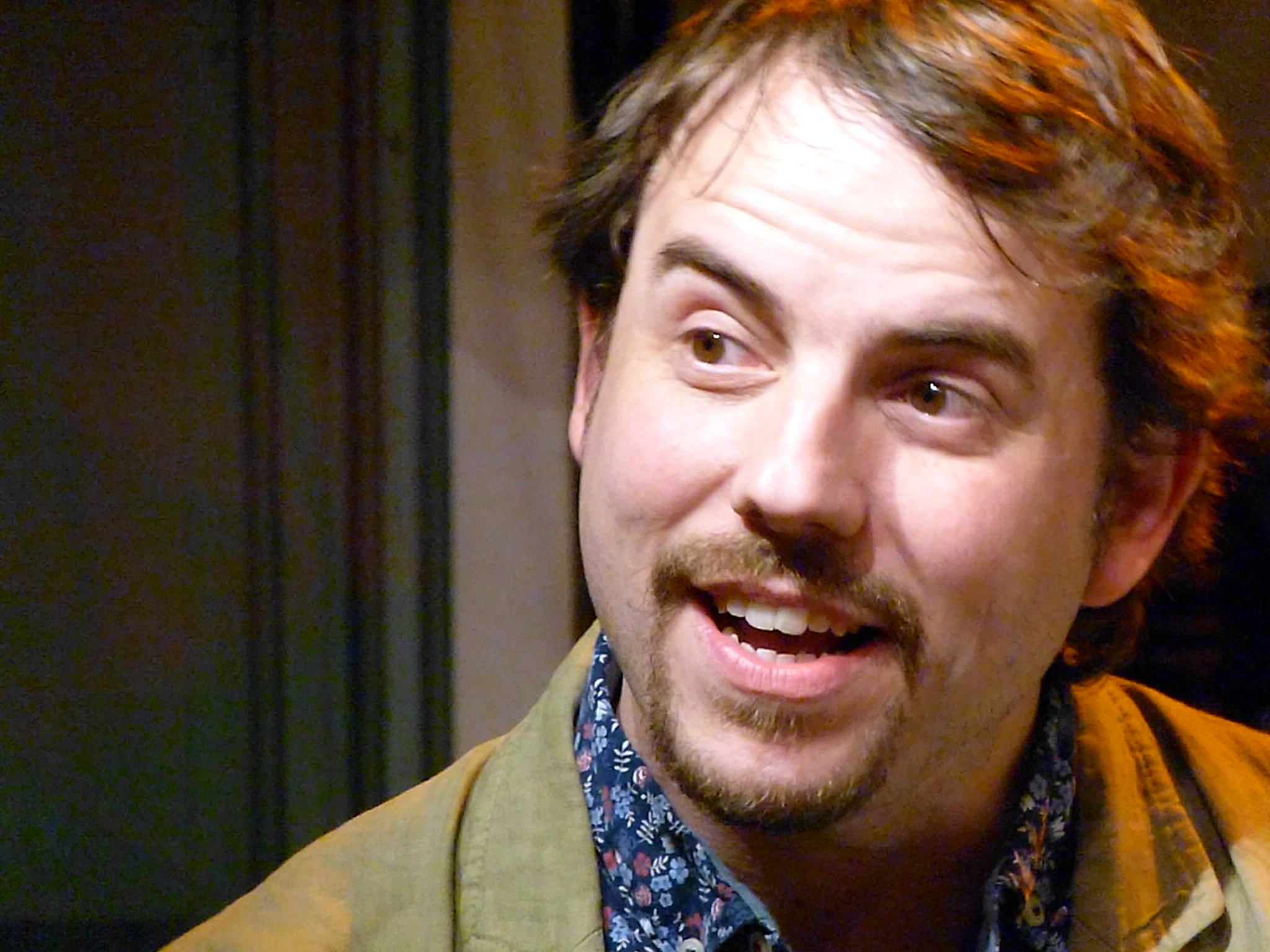
Daniel García Diego (2019)

Daniel García Diego (* 24. März 1983 in Salamanca) ist ein spanischer Jazzmusiker (Piano, Gesang, Komposition), der meist als Daniel García auftritt.

## Leben und Wirken
García durchlief zunächst in seiner Heimatstadt am Konservatorium von Kastilien und León eine klassische Klavierausbildung, der er vor allem eine „fulminante Spieltechnik verdankt“; dann studierte er bis 2011 bei Joanne Brackeen und Danilo Pérez am Berklee College of Music in Boston, wo er mit der Auszeichnung für die beste Jazzinterpretation abschloss. Entscheidend für die musikalische Entwicklung von García war vor allem Pérez, der auch sein Mentor wurde. In der Folge trat er beim Panama International Jazz Festival auf und spielte mit Musikern wie Arturo Sandoval, Greg Osby, Jorge Drexler, Javier Colina und Perico Sambeat. Dann gründete er mit dem Bassisten Reinier Elizarde und dem Schlagzeuger Michael Olivera sein Trio, mit dem er seit 2015 vier Alben veröffentlichte, bei denen auch Musiker wie Jorge Pardo, Alain Pérez und Ariel Brínguez mitwirkten. Das Album Travesuras (2019) erhielt sehr gute Kritiken; neben Flamenco Jazz werden dort auch Stücke von Federico Mompou interpretiert. Er gehört auch zum Sextett von Antonio Lizana.

## Diskographische Hinweise

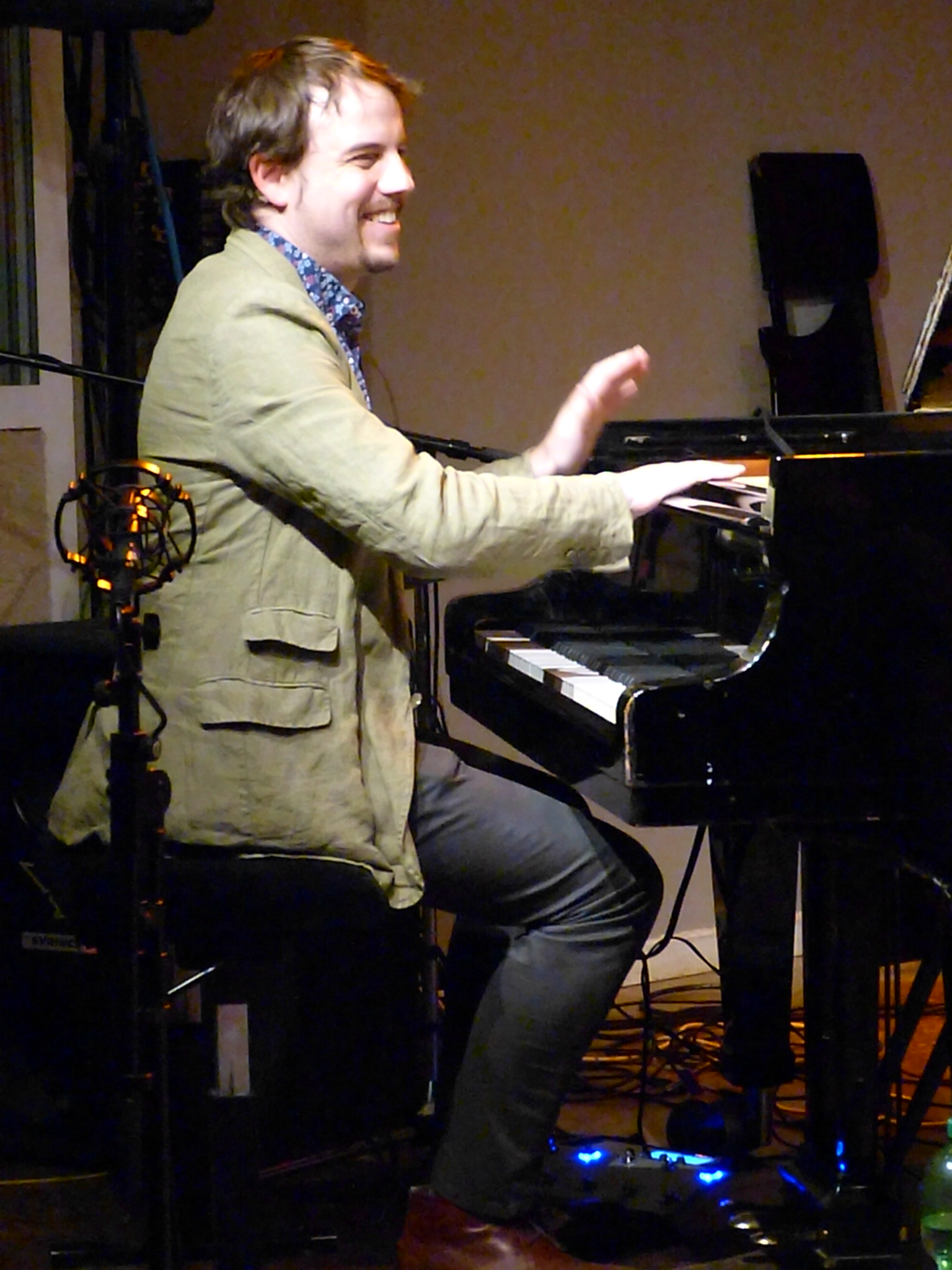
Daniel García Diego im Loft (Köln)

- Alba (Karonte, 2015) mit Reinier Elizarde „el Negrón“, Michael Olivera sowie Jorge Pardo, Mariola Membrives, Alejandro Vega
- Samsara (2018)
- Travesuras (Act 2019) mit Reinier Elizarde „el Negrón“, Michael Olivera sowie Jorge Pardo[4]
- Daniel García Trio: Vía de la Plata (ACT, 2021), mit Reinier Elizarde “El Negrón”, Michael Olivera sowie Ibrahim Maalouf, Gerardo Núñez, Anat Cohen[5]